# Jens Klemmensen
Jens Houmøller Klemmensen (ur. 23 lutego 1902 w Fjallerslev, zm. 17 lutego 1977 we Frederiksbergu) – duński architekt, srebrny medalista Olimpijskiego Konkursu Sztuki i Literatury 1932. 

## Życiorys
Początkowo przyuczał się do zawodu cieśli. Następnie uczęszczał do szkoły technicznej w Odense i Akademii Sztuki w Kopenhadze. Odbył w tym czasie kilka podróży po Europie. W 1932 roku założył firmę, która specjalizowała się w zakresie projektowania domów jednorodzinnych i wielopiętrowych domów miejskich w Danii i północnych Niemczech.
W 1932 roku zdobył srebrny medal w Olimpijskim Konkursie Sztuki i Literatury w kategorii projektów urbanistycznych. Klemmensen otrzymał to wyróżnienie za Projekt stadionu i parku publicznego (duń. Design for et stadion og en offentlig park), wykonany na dużych drewnianych panelach za pomocą tuszu. Przedstawiał on położony w pobliżu zatoki stadion olimpijski, otoczony wieloma obiektami sportowymi i parkingiem.
Był również projektantem mebli. Niektóre z nich są wystawione w Duńskiej Galerii Sztuki Meblarskiej w Kopenhadze.